# Super Rugby Aupiki
Super Rugby Aupiki è il massimo campionato professionistico neozelandese di rugby a 15 femminile.
Istituito nel 2022 da New Zealand Rugby, comproprietaria del marchio Super Rugby e socia fondatrice del SANZAAR, è inteso come un trampolino di lancio nella filiera del rugby femminile del Paese, intermedio tra il campionato provinciale e la nazionale.
Per esigenze commerciali è anche noto come Sky Super Rugby Aupiki a seguito di accordo di naming con Sky Network Television, gruppo editoriale neozelandese che gestisce anche la copertura televisiva del torneo.

## Storia
Il torneo è nato per iniziativa della divisione femminile di New Zealand Rugby, l'organo di governo della disciplina nel Paese.
Il suo scopo, anche evidenziato dal nome datogli, è quello di costituire una tappa intermedia nella filiera del rugby femminile in Nuova Zelanda che accompagni le giocatrici dai club alla nazionale passando anche per il campionato provinciale di categoria, la Farah Palmer Cup.
Il nome Apuiki è un termine in lingua māori che esprime il concetto di «ascesa al dominio più alto».
All'ufficializzazione della competizione giunta a ottobre 2021 fecero seguito l'individuazione delle franchise che vi avrebbero preso parte con le relative aree territoriali di riferimento di ciascuna di esse.
La federazione aveva previsto per ciascuna di tali franchise la messa sotto contratto di 28 giocatrici.
La prima edizione tenne a girone unico a marzo 2022 e vide la vittoria delle Chiefs Manawa, sezione femminile dell'omonima franchise di Super Rugby.
La seconda edizione, nel 2023, vide infine tenersi i play-off cui accedettero tutte e quattro le partecipanti in base all'ordine di classifica nella fase a girone unico.
Matatū, ultima in classifica l'anno prima, sfidò in finale le campionesse uscenti delle Chiefs Manawa e le batté 33-31 vincendo il suo primo titolo e infliggendo alle giocatrici della franchise di Waikato la loro prima sconfitta in gara ufficiale.
Si tenne anche una finale per il terzo posto, vinta dalle Hurricanes Poua 29-24 sulle Blues Women.

## Squadre partecipanti
All'edizione 2023 sono quattro le squadre che prendono parte alla competizione, modellate sullo stile delle franchise maschili del Super Rugby, delle quali costituiscono la sezione femminile:
| Squadra         | Province                                           | Città        | Impianto interno  |
| --------------- | -------------------------------------------------- | ------------ | ----------------- |
| Blues Women     | Auckland, North Harbour, Northland                 | Auckland     | Eden Park         |
| Chiefs Manawa   | Bay of Plenty, Counties Manukau, Waikato, Taranaki | Hamilton     | Waikato Stadium   |
| Hurricanes Poua | Hawke's Bay, Manawatu, Wellington                  | Wellington   | Regional Stadium  |
| Matatū          | Tutte le province dell'Isola del Sud               | Christchurch | Rugby League Park |

Le tre squadre dell'Isola del Nord ricalcano fedelmente gli ambiti giurisdizionali delle province cui fanno capo anche le rispettive franchise maschili, mentre l'unica dell'Isola del Sud, Matatū, è espressione delle province che in Super Rugby sono rappresentate da Crusaders e Highlanders ed è governata dalla provincia di Canterbury.

## Formato
Le quattro squadre si incontrano con la formula del girone unico in gare di sola andata.
Alla fine degli incontri, la prima squadra classificata del girone disputa la semifinale contro la quarta, mentre la seconda contro la terza; le due vincitrici giocano per il titolo e le due perdenti per il terzo posto.
Il punteggio nella fase a gironi prevede per ogni incontro 4 punti per la vittoria, 2 punti ciascuno per il pareggio, zero per la sconfitta più eventuali punti di bonus (1 per la squadra che in partita riesca a marcare almeno tre mete in più dell'avversario, 1 per la squadra perdente se la sconfitta è uguale o inferiore a 7 punti di scarto).
Nel 2022, benché già la formula prevedesse i play-off, si procedette alla disputa a girone unico per impedimenti sopravvenuti a causa della pandemia di COVID-19.

## Copertura televisiva
La copertura è assicurata dal network televisivo neozelandese Sky (non collegato con il suo omonimo britannico dopo l'uscita di News Corporation nel 2013 dalla proprietà); la stessa Sky è anche name sponsor del torneo che quindi ha anche il nome di Sky Super Rugby Aupiki.

## Albo d'oro
| Edizione | Vincitore     |
| -------- | ------------- |
| 2022     | Chiefs Manawa |
| 2023     | Matatū        |
| 2024     | Blues Women   |
| 2025     | Blues Women   |